# Agnibesa pictaria
Agnibesa pictaria – gatunek ćmy z rodziny miernikowcowatych (Geometridae). Występuje w Indiach, Nepalu i Chinach.

## Podgatunki
Wyróżnia się dwa podgatunki Agnibesa pictaria, które zamieszkują:
- Agnibesa pictaria pictaria (Moore, 1868) – Indie, Nepal, Chiny (Tybetański Region Autonomiczny)
- Agnibesa pictaria brevibasis Prout, 1938 – Chiny: prowincje Shanxi, Gansu, Syczuan, Junnan i Tybetański Region Autonomiczny